# Лысенко, Фёдор Остапович
Фёдор Остапович (Евстафьевич) Лысенко (1887—1937) — советский учёный-геолог, доктор геолого-минералогических наук, профессор.

## Биография
Родился 7 июня 1887 года в городе Бердянске Таврической губернии Российской империи.
Окончив с золотой медалью гимназию в родном городе, в 1906 году поступил в Императорский Санкт-Петербургский горный институт (ныне Санкт-Петербургский горный университет), где проучился четыре года. Из-за участия в студенческих волнениях вынужден был оставить Санкт-Петербург и уехать в Томск, где в 1911 году с отличием окончил горный факультет Императорского Сибирского (Томского) технологического института (ныне Томский политехнический университет), получив диплом горного инженера.
По окончании института работал на рудниках Сибири, Урала и Казахстана. После Октябрьской революции, в 1918 году вернулся в Малороссию, охваченную Гражданской войной. Сначала работал геологом ртутных рудников вблизи станции Никитовка (ныне город Горловка Донецкой области). Затем по поручению Украинской Центральной рады исследовал соляные копи возле города Бахмута (в 1924—2016 гг. — город Артёмовск Донецкой области). Несколько раз выезжал в город Волочиск (ныне Хмельницкая область) для решения вопроса поставки нефти из Карпат и одновременно изучал карпатские соляные залежи.
В 1919 году Лысенко стал одним из основателей Каменец-Подольского университета и с 1920 года преподавал в нём курс геологии. Вместе со студентами принимал участие в восстановлении разрушенных сахарных заводов, мельниц и фосфоритовых приисков, вёл исследования различных видов строительных материалов и минеральных удобрений этого края в условиях власти правительства Петлюры. После окончания Гражданской войны продолжил занятия практической геологией.
С 1926 года, по приглашению директора Украинского научно-исследовательского геологического института академика П. А. Тутковского, Фёдор Лысенко переехал в столицу советской Украины город Киев и приступил к работе в должности старшего научного сотрудника, затем заведующего отделом нерудных ископаемых института, получив в 1934 году учёное звание профессора. Также был заведующим отделом георазведки Укргеолкома. По совместительству преподавал в Киевском художественном институте (ныне — Национальная академия изобразительного искусства и архитектуры) и на Высших инженерных курсах при Украинском научно-исследовательского геологоразведочном институте. Позже в Институте геологии Академии наук УССР возглавлял сектор нерудных полезных ископаемых. Научные работы Фёдора Остаповича Лысенко были посвящены исследованиям огнеупорных глин, кремней, литографского камня, гипсов, каменной и калийной солей, жерновых камней, абсорбционных глин. Он воспитал ряд учеников, в числе которых академик АН УССР профессор Владимир Гаврилович Бондарчук и др.
В период массовых сталинских репрессий в СССР был арестован органами НКВД 22 мая 1937 года по сфабрикованному обвинению в антисоветской деятельности и приговорён Выездной сессией Военной коллегии Верховного суда СССР в Киеве 3 сентября 1937 года к высшей мере наказания по окончательному обвинению в «принадлежности к украинской националистической фашистской контрреволюционной организации „Академический центр“». Был расстрелян в этот же день.
Похоронен на Байковом кладбище города (участок № 18), где позже рядом с ним была похоронена жена — Мария Дорофеевна Михалевич-Лысенко (1901—1971).
Фёдор Остапович Лысенко был полностью реабилитирован как безвинная жертва сталинских репрессий 28 ноября 1956 года.
Согласно свидетельству о смерти, хранящемуся в Роменском краеведческом музее, Ф. О. Лысенко был расстрелян 26 августа 1937 года, то есть ещё до оглашение приговора в суде.
7 июня 2017 года на государственном уровне в Украине отмечалась памятная дата — 130 лет со дня рождения Фёдора Остаповича Лысенко.